# Черноземельский магистральный канал
Черноземельский магистральный канал — самотёчный канал Черноземельской оросительно-обводнительной системы. Канал берёт начало в Чограйском водохранилище и вытянутой дугой огибает подножие Ергенинской возвышенности, протекает по территории Ики-Бурульского, Черноземельского и Яшкульского районов Калмыкии. Длина Черноземельского канала — 140,2 км, проектная пропускная способность — до 40 м³/с. От магистрального канала ответвляются распределительные каналы Яшкульский (56,9 км и 15 м³/с), Гашунский (46,4 км и 15 м³/с), Приозёрный (44,8 км и 15 м³/с) и сбросные каналы.
Канал проложен в земляном русле без проведения противофильтрационных защитных мероприятий, что приводит к большим потерям воды, особенно на лёгких грунтах. Ошибки в проектировании, отсутствие противофильтрационных мер и нарушения норм полива привели к подъёму грунтовых вод и заболачиванию почвы, а активное испарение почвенной влаги вызвало вторичное засоление — формирование солончаков.
Вода, поступающая в Черноземельский канал, сильно загрязнена: содержание солей достигает 1,4 ПДК, сульфатов — 4,54 ПДК, цинка — 1,47 ПДК, меди — 7,3 ПДК. Категория качества воды — «загрязнённая» с ИЗВ = 2,9.